# آریارادها
آریارادان دودمانی ایرانی‌تبار بود که به صورت موروثی بر کاپادوکیه حکم می‌راند.
آنها از اجداد خاندان کمننوس بودند.

## شاهان
- آریاراد یکم ۳۳۱ – ۳۲۲ پ. م
- آریاراد دوم ۳۰۱ – ۲۸۰ پ. م
- آریارمنه ۲۸۰ – ۲۳۰ پ. م
- آریاراد سوم ۲۵۵ – ۲۲۰ پ. م
- آریاراد چهارم ۲۲۰ – ۱۶۳ پ. م
- آریاراد پنجم ۱۶۳ – ۱۳۰ پ. م
- آریاراد ششم ۱۳۰ – ۱۱۶ پ. م
- آریاراد هفتم ۱۱۶ – ۱۰۱ پ. م
- آریاراد هشتم ۱۰۱ – ۹۶ پ. م
- آریاراد نهم ۱۰۱ – ۹۶ پ. م